# Projekt 705
Projekt 705 Lira (v kódu NATO třída Alfa) byla třída jaderných ponorek Sovětského námořnictva. Jejich hlavním úkolem bylo ničení nepřátelských ponorek, zejména těch raketonosných. Ponorky poháněl jaderný reaktor, který byl díky použitému chlazení tekutými kovy velmi kompaktní a výkonný. Třída Alfa díky němu mohla pod hladinou plout výjimečnou rychlostí téměř 41 uzlů a operovala ve velkých hloubkách, odhadovaných až na 700 metrů. Představovala navíc první ponorky na světě vybavené záchranným modulem pro všechny členy posádky. Boj proti tak výkonné ponorce byl mimořádně obtížný, neboť byly ještě rychlejší, než tehdejší torpéda. Přispěly tak k vývoji nové generace západních torpéd (např. americká Mk.48 ADCAP, Mk.50 a britské Spearfish). Plavba vysokou rychlostí ovšem způsobovala velký hluk a provoz jejich reaktoru provázely havárie. Tři ze sedmi postavených ponorek musely být po havárii reaktoru vyřazeny. Žádná již není v aktivní službě.

## Stavba

Ilustrace ponorky třídy Alfa

Vývoj ponorek projektu 705 byl schválen v polovině padesátých let, s cílem získat plavidla svými výkony překonávající budoucí generací západních ponorek. Návrh ponorek byl schválen roku 1961. Celkem bylo postaveno sedm ponorek této třídy. Čtyři jednotky základní verze projekt 705 postavila Admiralitní loděnice v Leningradu. Stavba prototypové ponorky K-64 začala roku 1968, přičemž její zkoušky byly zahájeny v roce 1970 a do služby byla přijata roku 1971. Řada revolučních konstrukčních prvků však ještě nebyla zcela dotažená, takže ponorka v dubnu 1972 utrpěla havárii reaktoru a musela být vyřazena. Její tři sesterské ponorky loděnice dodala v letech 1978–1981. Další tři ponorky dodala loděnice Sevmaš v Severodvinsku. Patřily k vylepšené verzi projekt 705K s upraveným pohonným systémem. Do služby byly přijaty v letech 1977–1981.
Jednotky projektu 705:
| Jméno | Verze        | Loděnice     | Založený kýlu | Spuštěna          | Vstup do služby   | Status                                     |
| ----- | ------------ | ------------ | ------------- | ----------------- | ----------------- | ------------------------------------------ |
| K-64  | Projekt 705  | Leningrad    | 1968          | 22. dubna 1969    | 31. prosince 1971 | V dubnu 1972 havárie raktoru, sešrotována. |
| K-316 | Projekt 705  | Leningrad    | 1969          | 25. července 1974 | 30. září 1978     | Vyřazena 1990.                             |
| K-373 | Projekt 705  | Leningrad    | 1972          | 19. dubna 1978    | 29. prosince 1979 | Vyřazena 1990.                             |
| K-463 | Projekt 705  | Leningrad    | 1975          | 31. března 1981   | 30. prosince 1981 | Vyřazena 1990.                             |
| K-123 | Projekt 705K | Severodvinsk | 1967          | 4. dubna 1976     | 12. prosince 1977 | Vyřazena 1996.                             |
| K-432 | Projekt 705K | Severodvinsk | 1968          | 3. listopadu 1977 | 31. prosince 1978 | Vyřazena 1990.                             |
| K-493 | Projekt 705K | Severodvinsk | 1972          | 21. září 1980     | 30. září 1981     | Vyřazena 1990.                             |

## Konstrukce

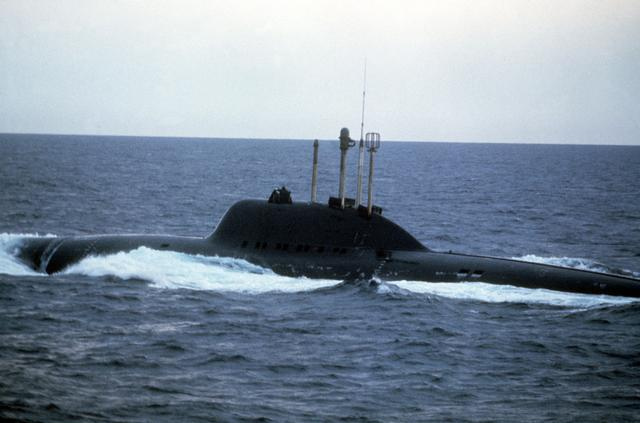
Ponorka třídy Alfa vyfocená roku 1982 v Atlantiku

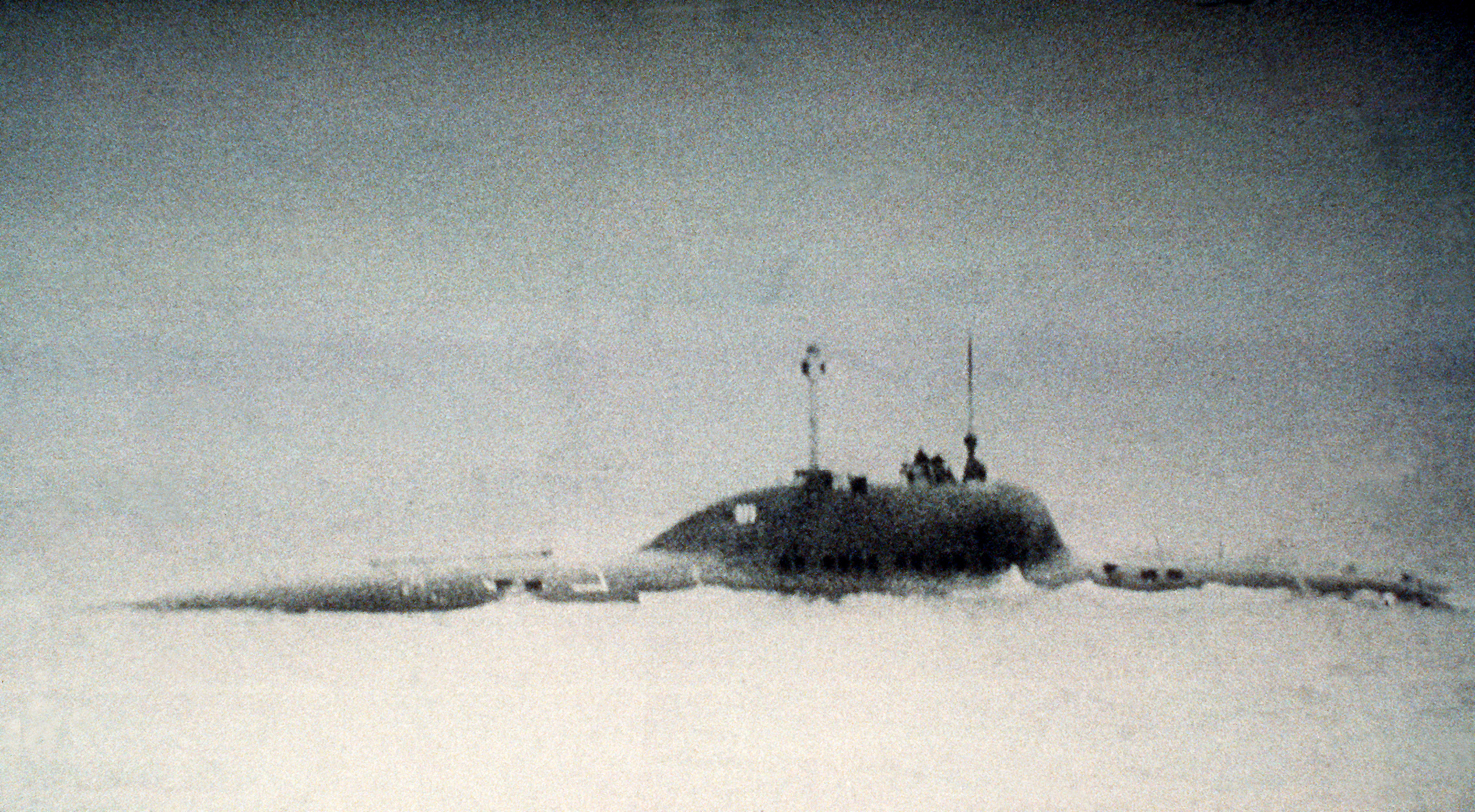
Ponorka třídy Alfa vyfocená roku 1982

Kapkovitý trup ponorek byl tvarován pro podhladinovou plavbu vysokou rychlostí. Přechod mezi bojovou věží a trupem byl mimořádně plynulý. Trup byl přitom postaven z titanu, což si vynutilo vyvinutí řady zcela nových technologických postupů. Díky vysokému stupni automatizace posádku tvořilo jen 29 mužů, později 32. V případě nehody mohla celá posádka využít záchranný modul, který byl součástí věže ponorky. Modul umožňoval záchranu z hloubky až 400 metrů. Výzbroj tvořilo šest 533mm torpédometů, pro které bylo neseno až osmnáct dlouhých zbraní, nebo 36 min. Do výzbroje ponorek patřila torpéda, torpéda s raketovým pohonem Škval, protiponorkové a protilodní střely RPK-2 Viyuga (v kódu NATO SS-N-15 Starfish) a námořní miny.
Pohonný systém tvořil jeden jaderný reaktor OK-550 chlazený kapalnými kovy (olovem a bismutem), pohánějící prostřednictvím sadu turbín OK-7 o výkonu 40 000 hp jeden výstupní hřídel se sedmilistým lodním šroubem. Pohonný systém nebyl dostatečně odhlučněn. Nejvyšší rychlost byla 14 uzlů na hladině a 40,2 uzlu pod hladinou. Západní experti odhadovali operační hloubku ponoru na 700 metrů.

### Modifikace
Ponorky projektu 705K byly vybaveny reaktorem BM-40A a turbínami OK-7K o stejném výkonu.